# Goriełyj Most (stacja kolejowa)
Goriełyj Most (ros. Горелый Мост) – węzłowa stacja kolejowa w miejscowości Goriełyj Most, w rejonie biełomorskim, w Karelii, w Rosji. Węzeł linii Wołchow – Murmańsk z linią Biełomorsk – Obozierskij.